# Oxyaena
Oxyaena és un gènere de mamífers extints que visqueren durant l'Eocè a Nord-amèrica i possiblement a Europa. Amb un aspecte vagament similar a un gat gros pel seu cos robust i cames curtes, Oxyaena era un dels depredadors més difosos de la seva època. Vivia a les planúries i boscos de Nord-amèrica, caçant animals petits com l'hiracoteri. La llargada d'aquest animal era d'aproximadament un metre sense comptar-ne la cua. El crani era curt i compacte i tenia la dentadura típica dels animals carnívors, amb ullals afilats i molars tallents. Com que les potes no eren les d'un corredor particularment eficient, es creu que aquest animal parava emboscades a les seves preses. Tot i ser més aviat similar als carnívors d'avui en dia, Oxyaena formava part d'un grup d'animals coneguts com a creodonts, que molts paleontòlegs consideren avantpassats o grups germans dels carnívors autèntics.
Es coneixen moltes espècies d'Oxyaena, la més coneguda de les quals és O. lupina, de l'Eocè inferior dels Estats Units. Les espècies del Paleocè més primitives que Oxyaena sovint són classificades al gènere Dipsalidictis, però alguns estudiosos consideren que ambdós gèneres són idèntics.